# Milizia confinaria
La Milizia confinaria era una specialità della Milizia volontaria per la sicurezza nazionale, nata il 22 novembre 1926.

## Storia
Allo scopo di assicurarsi assoluta fedeltà nei compiti di polizia politica, il capo del governo dispose che a tutti i servizi di vigilanza, di vedetta e di posto fisso lungo il confine dovesse provvedere esclusivamente la Milizia volontaria con i comandi autonomi e con la responsabilità proprie, costituendo appositi reparti mediante arruolamenti volontari con vincoli speciali a ferme determinate. Con tali nuovi reparti sorse la Milizia confinaria, alla quale venne affidata la sorveglianza diretta delle zone immediatamente adiacenti alla linea di frontiera, con il compito di assicurare che nessun valico, o colle, o accesso, per quanto malagevole, potesse sfuggire al controllo e consentire il transito clandestino del confine.
Per assolvere a questo compito la Milizia confinaria dovette insediarsi in alta montagna e organizzarsi. Il reclutamento veniva fatto solamente tra le popolazioni di montagna e tra gli elementi pratici della linea di confine e abituati alle difficoltà e ai pericoli delle regioni alpestri, inoltre i componenti - dal luogotenente ispettore della specialità confinaria al milite - erano scelti fra elementi di sicura fede fascista.
In tempo di guerra la Milizia confinaria avrebbe rappresentato un'ottima e addestrata truppa di copertura. Dopo l'armistizio dell'8 settembre 1943 le cinque legioni della "Confinaria" confluirono nella costituenda Guardia Nazionale Repubblicana di Frontiera.

## Uniforme
Il personale nazionale della Milizia confinaria vestiva l'uniforme grigioverde della MVSN con bandoliera. Si distingueva per il cappello alpino con nappina  dorata con in rilievo il fascio littorio e senza penna (la cosiddetta "vedova") con fascia e bordi neri e per le filettature verdi delle fiamme nere, dei fregi e delle controspalline. Come per tutta la MVSN, indossavano anche il fez ma in rarissime occasioni, i fascetti littori sostituivano sulle fiamme le stellette delle Regie forze armate, indossavano il berretto grigioverde ed in alcune circostanze anche il classico fez.
Il distintivo speciale consisteva in un fascio littorio sormontato da una stella alpina. Tale distintivo era applicato sulla manica sinistra della giubba al disopra del gomito, ed era d'oro in campo verde per gli ufficiali (la stella alpina in argento), in argento per i sottufficiali e in lana bianca per graduati di truppa e camicie nere.
Il fregio per il cappello alpino era costituito da fascio littorio trapassato da un alpenstock, con al centro una stella alpina bianca e racchiuso tra foglie d'alloro. Nel tondino verde posto sotto il fascio era riportato il numerale arabo mentre per i btg era previsto il.numeretto romano.

## Ordinamento: 1925
- 1ª Legione "Sabauda" (Torino)
- 2ª Legione "Alpina" (Torino)
- 3ª Legione "Subalpina" (Cuneo)
- 8ª Legione "Cacciatori delle Alpi" (Varese)
- 9ª Legione "Cacciatori della Valtellina" (Sondrio)
- 12ª Legione "Monte Bianco" (Aosta)
- 14ª Legione "Garibaldina" (Bergamo)
- 15ª Legione "Leonessa" (Brescia)
- 16ª Legione "Alpina" (Como)
- 29ª Legione "Generale Antonio Chinotto" (Pallanza)
- 33ª Legione "Generale Asclepia Gandolfo" (Imperia/Oneglia)
- 43ª Legione "Piave" (Belluno)
- 45ª Legione "Alto Adige" (Bolzano)
- 55ª Legione "Alpina Friulana" (Gemona)
- 58ª Legione "San Giusto" (Trieste)
- 59ª Legione "del Carso" (Trieste)
- 61ª Legione "Carnaro" (Fiume)
- 62ª Legione "Isonzo" (Gorizia)
- 107ª Legione "Francesco Rismondo" (Zara)

## Ordinamento: 1939
| Comando di Legione          | Sede    | Corti distaccate e autonome | Btg. mobilitati nel 1940                            |
| --------------------------- | ------- | --------------------------- | --------------------------------------------------- |
| 1ª Legione "Monviso"        | Torino  | Cuneo, Aosta, Domodossola   | I, II, III                                          |
| 2ª Legione "Monte Rosa"     | Como    | Sondrio                     | I, II                                               |
| 3ª Legione "Vetta d'Italia" | Bolzano | Merano, Brunico             | I, II                                               |
| 4ª Legione "Monte Nevoso"   | Tolmino |                             | XIV costiero in Carnia e Istria, Cp. auton. a Fiume |

A queste unità operative si aggiungeva la Scuola della Milizia di Frontiera di Tolmezzo.